# Freeman Tapily
Freeman Tapily est un artiste de reggae burkinabè. Il est auteur-compositeur-interprète.

## Biographie
Né au Burkina Faso, Idrissa Sawadogo alias Freeman Tapily est un artiste musicien qui fait du reggae. Il commence sa carrière en 2014 avec la sortie de son premier single. Connu aussi pour son engagement social en faveur des détenus de prison et pour la promotion de la paix et l’éducation des jeunes, il a mené plusieurs concerts au sein de la Maison d'arrêt et de correction de Ouagadougou (MACO) ainsi que des campagnes de sensibilisation. Ces engagements lui ont valu d'être Ambassadeur afrik’connexion pour la paix en 2020 et de recevoir la médaille d’honneur de la garde de sécurité pénitentiaire. 
Au cours de sa carrière, Freeman Tapily fait plusieurs scènes au Burkina Faso comme les nuits atypiques de Koudougou, le FESPACO,le Festival de Musique Afrobeat International, etc.  Mais aussi des scènes à l'international tel qu' au Mali Reggae Festival en 2024, au Pan Piper à Paris en 2023, au 24H REGGEA à Abidjan en 2016 et son concert prochain au New Morning à Paris en septembre 2025. 
Il est également le promoteur du festival « Un vent de liberté » qui sera à sa 16è édition en 2025 et qui se tient chaque année au sein de la Maison d'arrêt et de correction de Ouagadougou (MACO),. 
Freeman Tapily est marié et père de 3 enfants. 

## Discographie

### Album
- 2025 : Zem Zem

### Single
- 2014 : Incivisme
- 2016 : Zem Zem
- 2017 : Nan lara an sara
- 2019 : Forêt de Kua
- 2020 : Président Bye Bye
- 2023 : Ma part de vérité

## Distinctions
- 2020 : Ambassadeur afrik’connexion pour la paix
- 2021 : Médaille d’honneur de la garde de sécurité pénitentiaire
- 2021 : Grand prix de la 8e édition des Faso music Awards (FAMA)[5]